# Juan López (lekkoatleta)
Juan Jacinto López Testa (ur. 14 lutego 1926 we Floridzie, zm. 3 sierpnia 1978 w Montevideo) – urugwajski lekkoatleta specjalizujący się w biegach sprinterskich, uczestnik letnich igrzysk olimpijskich w Londynie (1948).
Podczas olimpiady startował w trzech konkurencjach sprinterskich: w biegu na 100 i 200 metrów oraz w sztafecie 4 × 100 metrów. Najlepiej zaprezentował się w biegu na 100 metrów, zwyciężając w jednej z rund kwalifikacyjnych i zdobywając awans do ćwierćfinału. Zajął w nim 2. miejsce i zakwalifikował się do półfinału, w którym zajął 5. miejsce, odpadając z dalszej rywalizacji. Zwyciężył również w rundzie kwalifikacyjnej w biegu na 200 metrów, jednakże w ćwierćfinale nie wystąpił, natomiast w biegu sztafetowym odpadł wraz z urugwajskimi sprinterami w rundzie kwalifikacyjnej.
Rekordy życiowe:
- bieg na 100 metrów – 10,4 (1948)
- bieg na 200 metrów - 21,9 (1948)